# Toorenvliedt

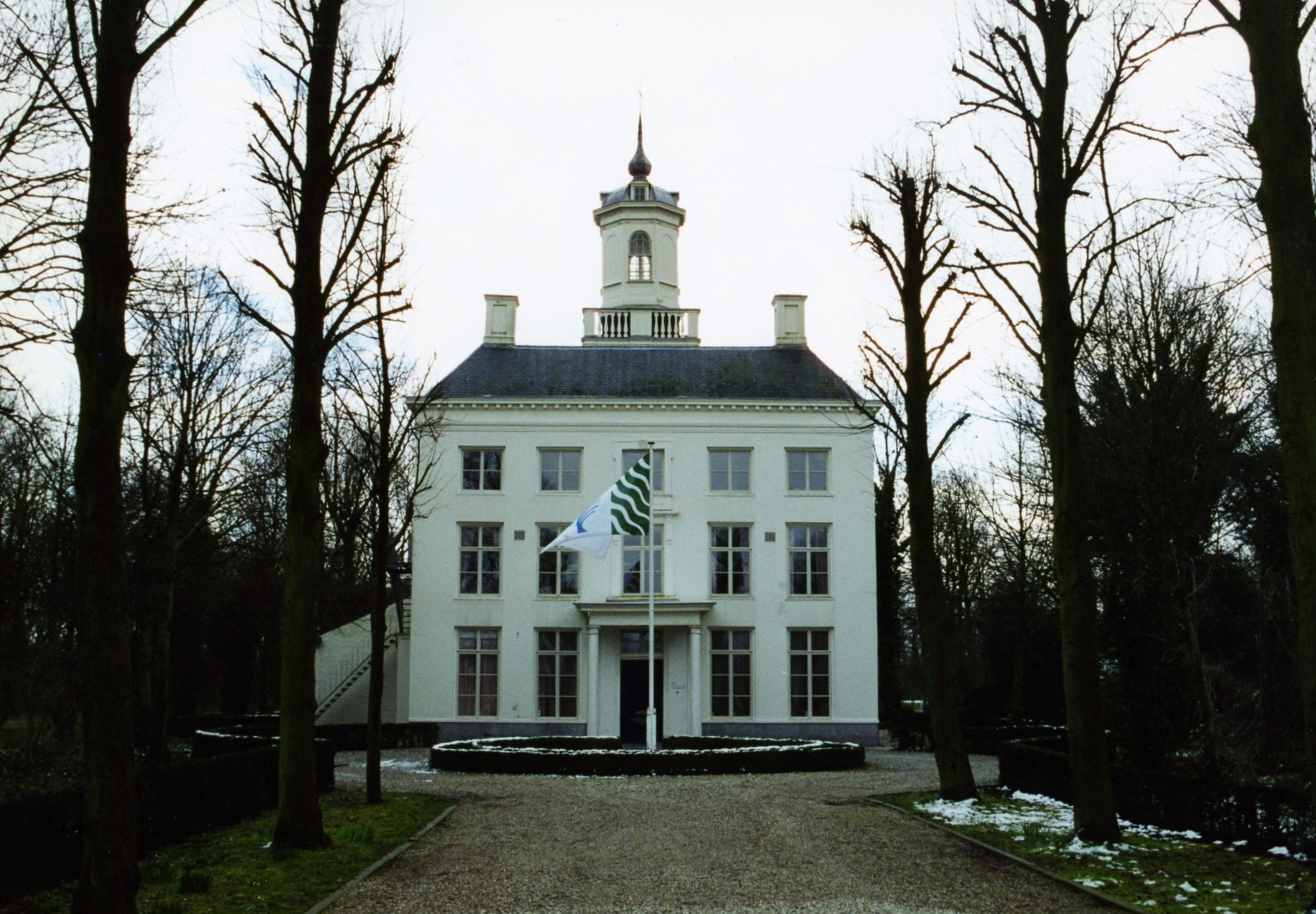
Huis Toorenvliedt ook bekend als Thoornvliet

Toorenvliedt (ook bekend als Thoornvliet) is een buitenplaats in de Zeeuwse hoofdstad Middelburg. Het huidige gebouw dateert uit 1726. Destijds lag het uiteraard nog buiten de stad. 
Toorenvliedt is opgenomen in de Canon van Zeeland. Rond 1919 verbleef Johan Huizinga hier om zijn boek Herfsttij der Middeleeuwen te schrijven. De buitenplaats was van 1794 tot 1948 in bezit van de familie van Huizinga's vrouw, Mary Vincentia Schorer (1877-1914). In de schelmenromans rond Adriaan en Olivier van Huizinga's zoon Leonhard komt het buiten voor als Korenvliet. In 1948 werd Toorenvliedt door de erven van Huizinga verkocht aan de gemeente Middelburg. De familie Huizinga noemde hun villa in de Groningse wijk Helpman Klein Toornvliet naar Toorenvliedt.
De buitenplaats Toorenvliedt was tijdens de Tweede Wereldoorlog Duits hoofdkwartier van de Atlantikwall voor Walcheren en de beide Bevelanden. In het omliggende landgoed staan bunkers uit de Tweede Wereldoorlog. Na de oorlog was het door de aanleg van de bunkers en door de inundatie van Walcheren nodig om een nieuw park rondom het landhuis aan te leggen. De bekende landschapsarchitect Broerse verzorgde het ontwerp. Het park is nu voor iedereen toegankelijk. Het beschikt over een bunkerroute, een openluchttheater, een labyrinth en een vogelopvang. Op het hek zijn beelden van Peter de Jong geplaatst.